# Xanthone
La xanthone est un composé organique de formule brute C13H8O2. La xanthone est plus communément appelée la dibenzo gamma-pyrone.

Les xanthones ou xanthonoïdes sont des colorants jaunes dérivés de la xanthone (hydroxylés). Dans la famille des xanthones on peut citer la gentiséine, un triphénol dérivé de la xanthone. Dans cette même famille on trouve également la gentisine (C14H10O5) un extrait de la gentiane jaune.
Il y a à l'heure actuelle plus de 200 xanthones qui ont déjà été découvertes dans la nature, dont plus de 40 ont été trouvées dans le mangoustan (BR - xanthone A, BR - xanthone B, Calabaxanthone, Dulxanthone D, Garcinone A, Garcinone B, Garcinone C, Garcinone D, Garcinone E, Garcimangosone A, Garcimangosone B, Garcimangosone C, 1 - Isomangostin, 3 - Isomangostin, 1 - Isomangostin hydrate, 3 - Isomangostin hydrate, Gartamin, Demethylcalabaxanthone, Maclurin, Mangostenone, Mangostin, Mangostinonev, Mangostinone A, Mangostinone B, Mangoxanthone D, Alpha-Mangostin, Beta-Mangostin, Gamma-Mangostin, Norathriol, Tovophyllin, Tovophyllin A, Tovophyllin B, Trapezifolixanthone).
Plusieurs de ces xanthones ont fait l'objet de recherche afin de mieux connaître leurs vertus médicinales.